# Noor Debouck
Noor Debouck, född 9 juni 2005, är en belgisk volleybollspelare (libero). 
Debouck har på klubbnivå spelat för Topsportschool Vilvoorde och Asterix Avo Beveren (2021–). Hon har även spelat för Belgiens landslag och var en del av truppen vid EM 2023.